# ثلجية فاتنة
ثلجية فاتنة (الاسم العلمي: Hedychium)، جنس نباتات مزهرة من فصيلة الزنجبيلية، موائلها الغابات الخفيفة في آسيا. هناك ما يقرب من 70-80 نوعًا معروفًا، موطنها الهند وجنوب شرق آسيا ومدغشقر.وطّنت بعض أنواعه على نطاق واسع في أراض أخرى، واعتبرت غازية في بعض الأماكن.
اسم جنس Hedychium مشتق من كلمتين يونانيتين قديمتين، hedys تعني "حلو" وchios تعني "ثلج". يشير هذا إلى الزهرة البيضاء العطرة من النوع Hedychium coronarium. تشمل الأسماء الشائعة له زهرة الإكليل، زنجبيل الزنبق، زنجبيل كاهيلي.
هي نباتات جذرية معمرة، تنمو عادًة بطول 120-180 سم (47-71 بوصة). تزرع بعض أنواعها لأوراقها الغريبة وأشواك أزهارها العطرة وألوانها الأبيض والأصفر والبرتقالي. طورت العديد من الأصناف المولدة لاستخدامها في الحدائق، والتي حازت منها "تارا" على جائزة "استحقاق الحدائق" من الجمعية البستانية الملكية. على الرغم من أنها جسورة بحد معقول حتى أنها تتحمل درجات حرارة تصل إلى -10 درجة مئوية (14 درجة فهرنهايت)، إلا أنها تتطلب موقعًا مسقوفًا وغطاء عضوي عميق في الشتاء.

## أنواع مختارة

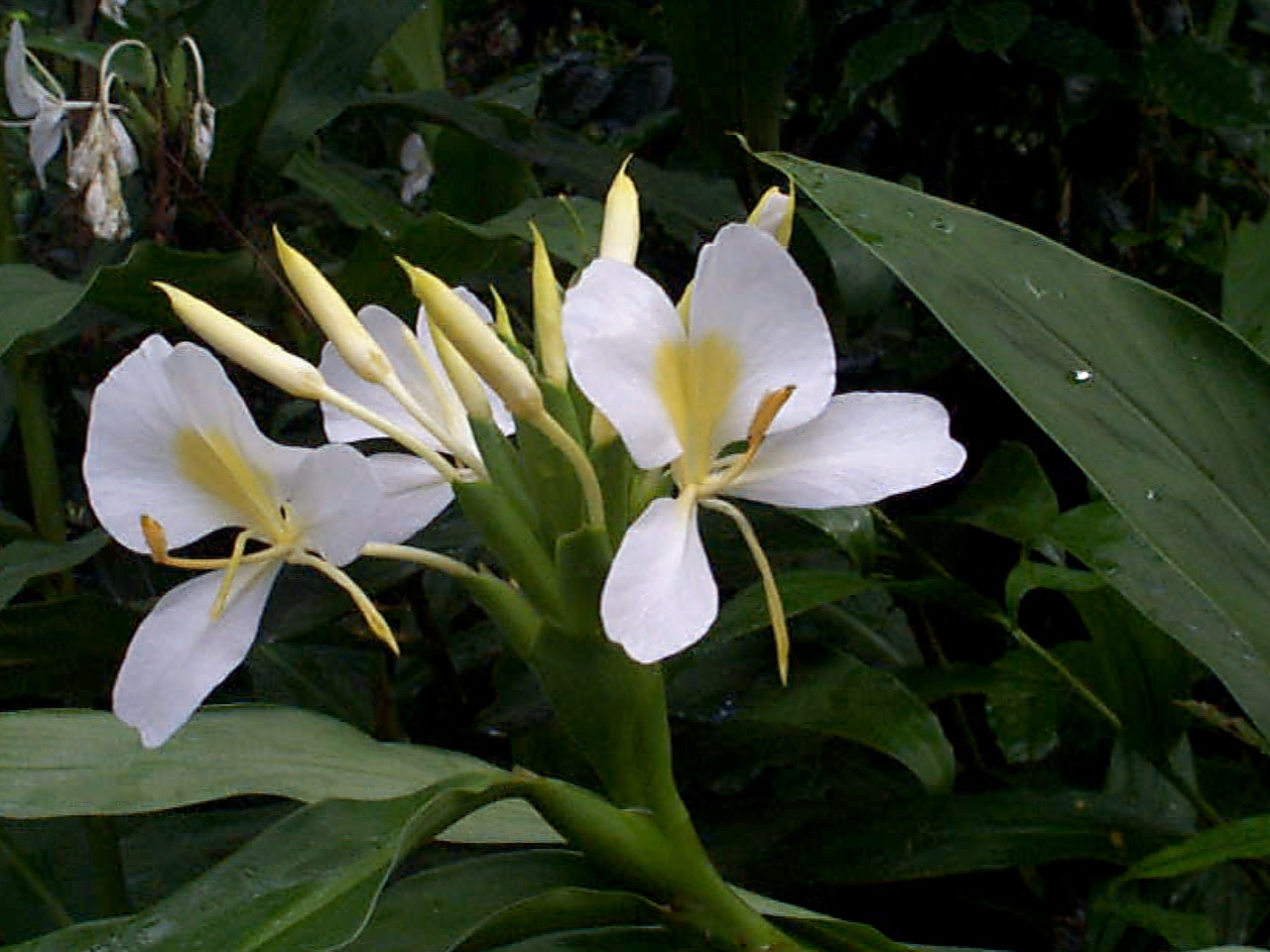
Hedychium chrysoleucum Hook.

- Hedychium aureum C.B.Clarke & G.Mann ex Baker
- Hedychium chingmeianum N.Odyuo & D.K.Roy
- Hedychium chrysoleucum Hook. - gold spot ginger lily
- Hedychium coccineum Buch.-Ham. ex Sm.
- Hedychium coronarium J.Koenig
- Hedychium deceptum N.E.Br. (synonym - H. rubrum)
- Hedychium densiflorum
- Hedychium elatum R.Br. ex Ker Gawl.
- Hedychium ellipticum Buch.-Ham. ex Sm. - shaving brush ginger
- Hedychium flavum Roxb.
- Hedychium flavescens Carey ex Roscoe
- Hedychium forrestii Diels (synonym - H. dekianum A.S.Rao & D.M.Verma
- Hedychium gardnerianum Sheppard ex Ker Gawl.
- Hedychium gomezianum Wall.
- Hedychium gracile Roxb. - Salmon ginger lily
- Hedychium greenii W.W.Sm.
- Hedychium griersonianum R.M.Sm.
- Hedychium griffithianum Wall.
- Hedychium larsenii Dan & C.S.Kumar
- Hedychium longipedunculatum A.R.K.Sastry & D.M.Verma
- Hedychium marginatum C.B.Clarke
- Hedychium nagamiense Sanoj, M.Sabu & V.P.Thomas
- Hedychium raoii
- Hedychium samuiense
- Hedychium spicatum Sm.- تسمى "كابور كاشاري" باللغة الهندية
- Hedychium stenopetalum Lodd.
- Hedychium thyrsiforme
- Hedychium urophyllum Lodd.
- Hedychium villosum Wall.
- Hedychium wardii C.E.C. Fisch. (synonym - H. efilamentosum Hand.-Mazz.)
- Hedychium ziroense V.Gowda & Ashokan[7]

## نشوئية النوع والتصنيف
في عام 2000، توم وود وآخرون. نشرو أول نشوئية الأنواع من جنس ثلجية فاتنة ممثلة بـ 29 صنفًا.

## حِياوة التناسل
لدى أنواع ثلجية فاتنة أنماط متعددة من التكاثر: الجنسي، عبر الجذور والبصيلات. وأُبلغ عن بعض أنواع ثلجية فاتنة تُظهر ولادية اختيارية